# Wisp
Wisp est l'alias de Reid Dunn, un compositeur de musique électronique originaire de Niagara Falls dans l'État de New York (États-Unis). Wisp commence à faire de la musique sur son ordinateur en 1999 et, dans un premier temps, propose ses morceaux gratuitement au format MP3 sur Netlabel. Par la suite, il signe un contrat chez Sublight Records.  En décembre 2007, il rejoint le label Alphabasic, et en mars 2008 Rephlex Records, label co-fondé par Aphex Twin,.
Son style musical est proche de l'IDM et de l'electronica.

## Discographie

### CD
- The Shimmering Hour  (2009) Publié chez Rephlex Records
- Katabatic  (2008) Publié chez Rephlex Records
- Building Dragons  (2006) Publié chez Terminal Dusk Records
- Honor Beats (2006) Publié chez Sublight Records
- NRTHNDR (2005) Publié chez Sublight Records

### MP3
- We Miss You  (2009) Publié chez Rephlex Records
- A Thousand Tomorrows (2004) Publié chez TavCOM Records
- About Things That Never Were  (2003) Publié chez TavCOM Records
- Cultivar  (2004) Publié chez Music is For Assholes sous le pseudonyme Havaer
- Frozen Days  (2003) Publié chez TavCOM Records
- Fungus FLAP  (2004) Publié chez Earstroke
- HumpelndenBEATS (2004) Publié chez Electrotards Records
- In a Blue Face (2005) Publié chez Earstroke
- Let Me See Your Shapes  (2004)
- Lost in a Walk (2004) Publié chez Project 168
- Nine Acid (2004) Publié chez Opaque Channel sous le pseudonyme Skønflap
- Pleeper  (2003) Publié chez Binkcrsh
- Quest for Excalipur  (2003)
- SAW2 Reworked  (2004) Publié chez TavCOM Records
- Xmas87  (2004)